# Коршун, Сергей Николаевич
Сергей Николаевич Коршун (род. 26 августа 1972 Гомель, СССР) — советский и белорусский пятиборец победитель и призёр чемпионатов мира. Мастер спорта СССР, Мастер спорта международного класса Республики Беларусь по современному пятиборью. Выпускник Факультета физической культуры Гомельского государственного университета имени Франциска Скорины. Выступал за белорусское спортивное общество «Динамо», сборные и национальные команды СССР, России, Беларуси.

## Биография

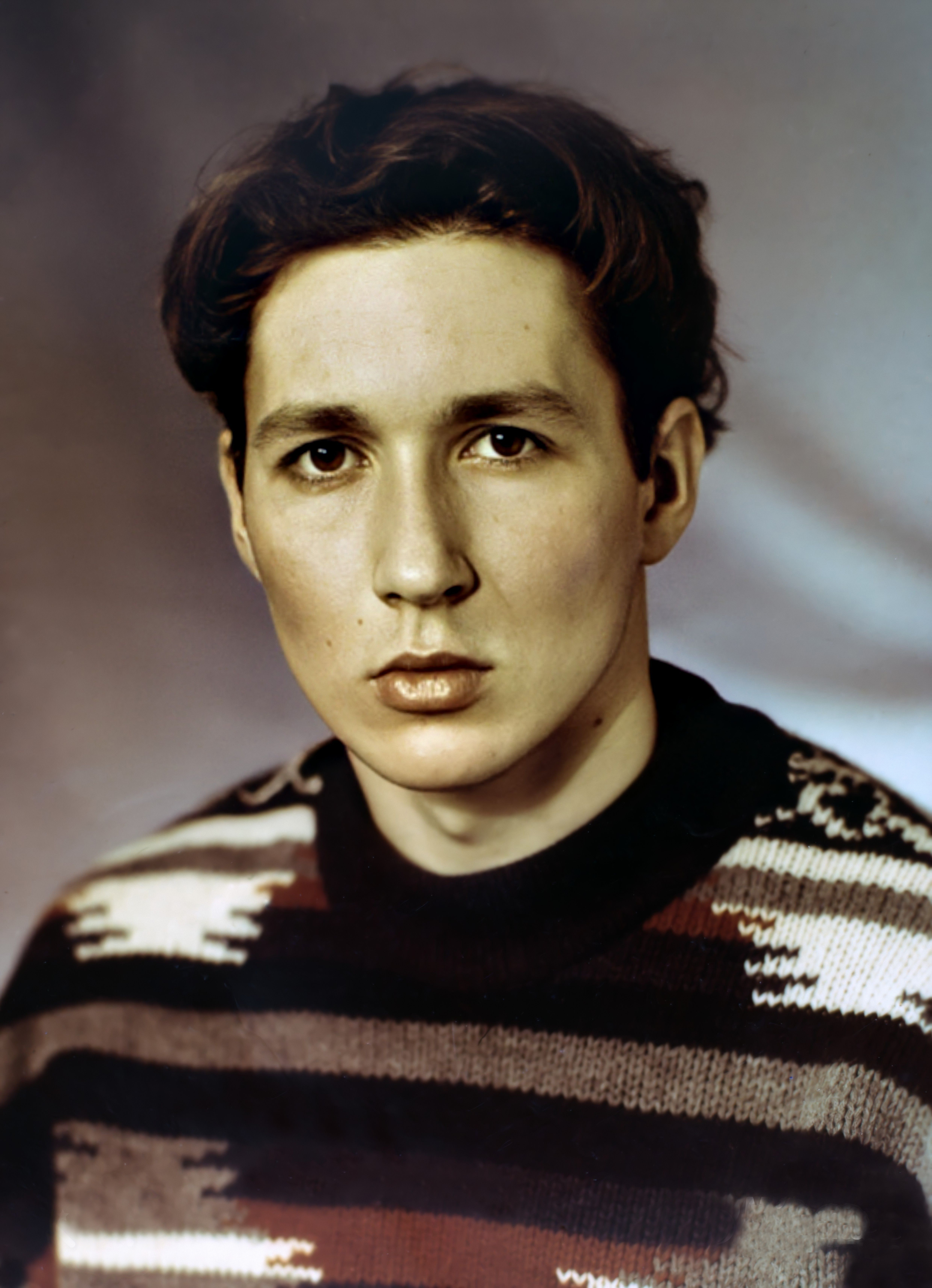
Сергей Коршун, 1994 год

### Образование
Обучался в Гомельском Государственном училище олимпийского резерва и Гомельском Государственном университете имени Франциска Скорины.

### Спортивная карьера
До 14 лет занимался плаванием в Гомельской школе бассейна «Волна». С 1986 года занимался в секции пятиборья спортивного комплекса «Динамо» (заслуженные тренеры Республики Беларусь Грудцын Виталий Александрович и Гулевич Василий Адамович).
Первого спортивного успеха добился в 1992 году выступая за сборную команду России завоевав серебряную медаль в командном зачёте на чемпионате мира среди юниоров. В 1993 году завоевал титул чемпиона мира среди юниоров в личном первенстве и бронзовую медаль в командном зачёте в составе национальной команды республики Беларусь. На чемпионате мира 1994 года в Шеффилде стал бронзовым призёром в командном зачёте. На чемпионате мира 1997 года в Софии стал серебряным призёром в командном зачёте.
После 2000 года завершил карьеру спортсмена.

### Карьера спортивного функционера
С 2002 года Работал тренером в специализированной детско-юношеской школе олимпийского резерва по современному пятиборью в Минске.
С апреля 2014 года — консультант управления национальных команд Министерства спорта и туризма Республики Беларусь.
С 2015 года — заместитель Председателя общественного объединения «Белорусская федерация триатлона».
С 2018 года — ведущий специалист Фонда «Дирекция II Европейских игр 2019 года».